# Sintelsweg Nummer Dertien
De Sintelsweg Nummer Dertien is een voormalig wegwaterschap in de provincie Groningen.
Op 18 februari 1881 verleende de gemeente Veendam een subsidie van ƒ 500,- om de weg van het kanaal de Ommelanderwijk naar het gehucht Numero Dertien te voorzien van sintels. Terwijl na verloop van tijd de verschillende onderhoudsplichtigen geen gebruik meer van de weg maakten, gingen anderen (met name de aanliggende eigenaren) de weg juist gebruiken. Om deze reden werd in 1954 een waterschap opgericht, zodat de feitelijke gebruikers gingen bijdragen in de kosten.
Het onderhoud van de weg is in de loop ter tijd overgegaan naar de gemeente.